# Golf de Patres
El golf de Patres (en grec: Πατραϊκός Κόλπος, Patraikós Kólpos) és una branca de la mar Jònica limitada a l'est pels caps Rio i Antirrio i, a l'oest, per una línia entre l'illa d'Oxea i el cap Araxos. Té uns 45 km de llarg i una mitjana de 15 km d'ample, i la superfície és de prop 400 km². Li dona nom la ciutat de Patres, a la seva costa sud-est.
En aquest golf es van lliurar en els anys 1499, 1500 i 1571 les tres batalles conegudes amb el nom de batalla de Lepant, si bé Lepant es troba, de fet, al golf de Corint.
Les ciutats de la costa del golf són:
- Patres
- Paralia
- Roitika
- Monodendri
- Tsoukouleika
- Alykes
- Ioniki Akti
- Mavry Myti
- Mesolongi
- Antirrio

Els rius principals que hi desguassen són:
- Aqueloos
- Evenos
- Louros
- Glaucos o Glavkos